# خرگوش‌های صخره‌ای
خرگوش‌های صخره‌ای (نام علمی: Petromus typicus) نام یک گونه از فروراسته تشی‌آروارگان است.